# صقر بن سلطان القاسمی
صقر بن سلطان القاسمی (عربی: صقر بن سلطان القاسمی; زاده ۱۹۲۴ شارجه - درگذشته ۱۹۹۳ مصر) سیاست‌مدار و شاعر اهل امارات متحده عربی بود، که از ۱۹۵۱ تا ۱۹۶۵ به‌عنوان امیر شارجه فعالیت می‌کرد.